# Astranthium xanthocomoides
Astranthium xanthocomoides là một loài thực vật có hoa trong họ Cúc. Loài này được (Less.) Larsen mô tả khoa học đầu tiên năm 1933.